# Concert Bobino 1981
Albums de Magma
Théâtre du Taur, Concert 1975
(1995) Concert 1971, Bruxelles : Théâtre 140
(1996)
Concert Bobino 1981 est un album live du groupe français de rock progressif Magma. Le matériel audio pour le CD a été enregistré entre le 27 et le 30 mai 1981 mais n'est paru qu'en 1995 sur le label Seventh Records sous la forme d'un CD double (réf. AKT V) ou d'un DVD  (réf. AKT VI), dont le matériel vidéo a été enregistré le 16 mai 1981 avec la même setlist.

## Historique

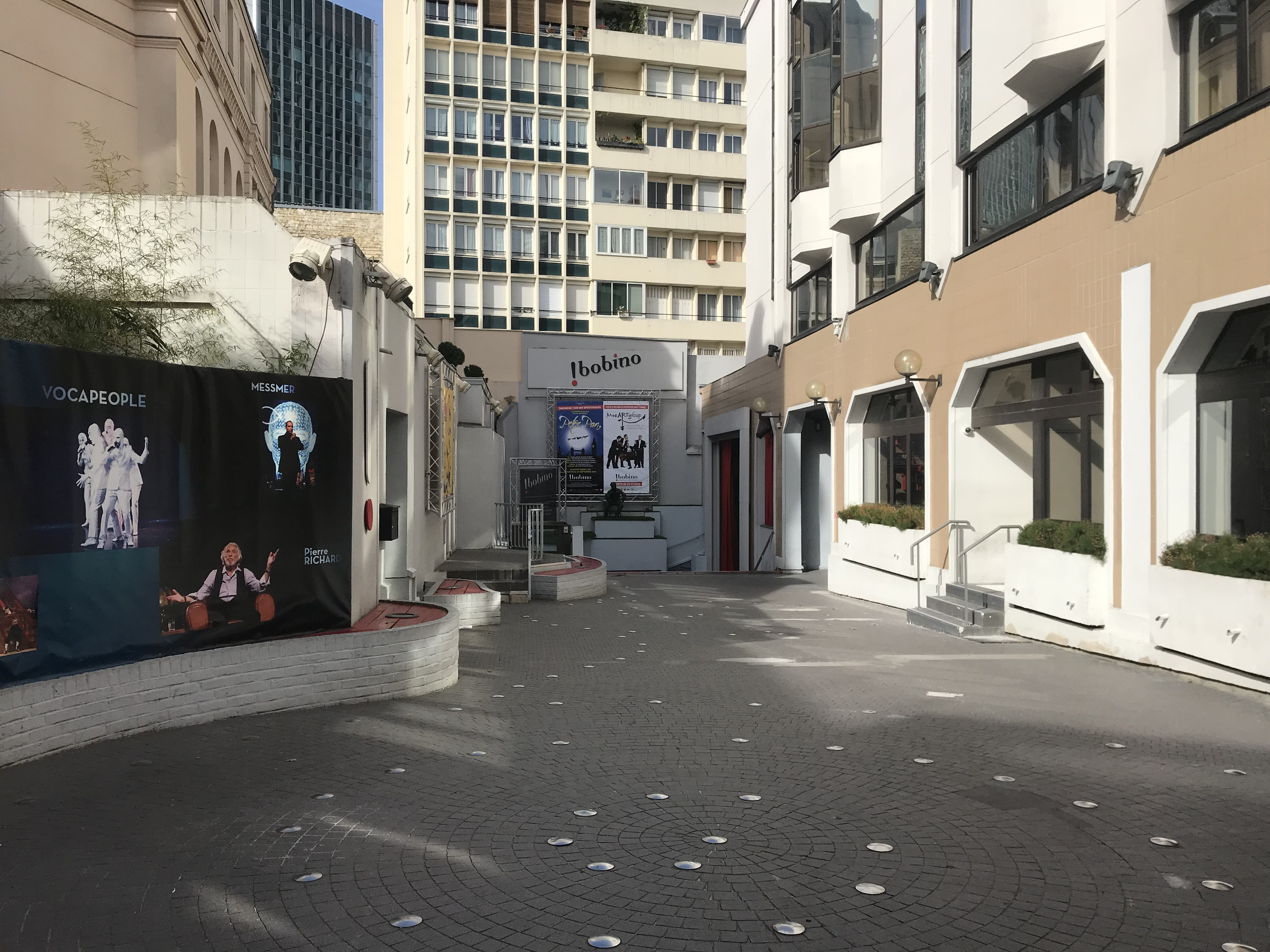
Lieu de prise de vue, salle de concert de Bobino (photo prise en 2016)

En mai 1981, Magma entame une nouvelle phase de son évolution musicale en investissant Bobino pour une durée de trois semaines. Le répertoire de ces concerts se situe dans la continuité de celui de la tournée précédente, avec des morceaux anciens, mais également des nouveaux titres.
La coloration rythm 'n' blues de la musique s'est encore accentuée avec l'apport des frères Guillard aux cuivres, et les titres, plutôt courts, commencent à laisser davantage de place à l'improvisation. Klaus Blasquiz ayant quitté le groupe, Christian Vander, épaulé à la batterie par Doudou Weiss, prend désormais en mains une partie des vocaux aux côtés de Stella Vander, Lisa Deluxe et Guy Khalifa.
Ces concerts sont ensuite édités en DVD vidéo sous le nom Concert Bobino 1981 (AKT V) en 2004.

## Liste des titres

### Disque 1
1. Zaïn - 7:39
2. Hhaï - 12:52
3. Ürgon Gorgo - 6:04
4. Retrovision (Attahk) - 19:48

### Disque 2
1. Who's My Love - 7:07
2. Otis - 12:48
3. Zëss (extrait) - 30:19
4. You - 10:10

## Musiciens
- Christian Vander - batterie, voix
- Stella Vander - voix
- Liza Deluxe - voix
- Yvon Guillard - trompette
- Alain Guillard - saxophone
- Guy Khalifa - claviers, voix
- Benoît Widemann - claviers
- Jean-Luc Chevalier - basse air
- Dominique Bertram - basse terre
- Doudou Weiss - batterie
- Francisco Juan Guerrero - ingénieur du son

Sur la pochette de l'album, l'attribution des instruments d'Yvon Guillard et d'Alain Guillard est inversée.